# الدوري الألماني الشرقي 1981–82
الدوري الألماني الشرقي 1981–82 هو الموسم 35 من الدوري الألماني الشرقي. أقيم خلال الفترة 22 أغسطس 1981 وحتى 30 مايو 1982، وأشرف على تنظيمه الاتحاد الأوروبي لكرة القدم، وكان عدد الأندية المشاركة فيه 14، وفاز فيه دينامو برلين.